# Веретенников, Николай Иванович
Никола́й Ива́нович Верете́нников (1871—1955) — русский советский педагог, писатель. Двоюродный брат В. И. Ленина, автор книги воспоминаний о нём.

## Биография
Родился в Саратове в 1871 году, в семье Анны Александровны Веретенниковой — родной сестры М. А. Ульяновой. В детстве и юности жил в Казани, а лето проводил в имении своего деда А. Д. Бланка в селе Кокушкино Казанской губернии, куда приезжала отдыхать и семья Ульяновых. Дружил с Володей Ульяновым, о чём впоследствии оставил воспоминания.

Первое издание книги «Володя Ульянов» (1939)

Окончив в 1896 году Казанский университет, преподавал физику и математику в различных учебных заведениях. После Октябрьской революции работал заведующим одного из отделов Народного комиссариата финансов. С 1924 по 1928 год работал в статистическом отделе ЦК РКП(б)/ВКП(б), а затем преподавал на рабфаках МГУ и в Институте инженеров транспорта, а также на курсах повышения квалификации НКПС. В 1934 году по состоянию здоровья оставил работу и ему была назначена персональная пенсия.
Участвовал в создании ленинского музея в Казани и Дома-музея В. И. Ленина в деревне Кокушкино, открытого 21 января 1939 года по решению ЦК ВКП(б). Помогал писателям, художникам, скульпторам в создании образа молодого Ленина в литературе и искусстве.
В 1939 году вышло первое издание его автобиографической книги «Володя Ульянов: Воспоминания о детских годах В. И. Ленина в Кукушкине» (с иллюстрациями А. А. Давыдовой), которая на протяжении десятилетий многократно переиздавалась, была переведена на языки народов СССР и ряда социалистических стран.
Умер 31 марта 1955 года. Похоронен на Новодевичьем кладбище.